# Эванс, Джеффри, 4-й барон Маунтэванс

Герб Сити Лондона

Джеффри Ричард Де Корбан Эванс, 4-й барон Маунтэванс (англ. Jeffrey Richard de Corban Evans, 4th Baron Mountevans; род. — 13 мая 1948, Гётеборг, Швеция), британский судовой брокер и Альдерман Сити (англ. Alderman), Лорд-мэр Лондона.
Действительный член Балтийской Биржи и Института сертифицированных судовых брокеров в Великобритании.

## Звания
- — Барон (2014)[8].
- — Кавалер англиканского ордена Святого Иоанна (2015).